# Леоново (Великоустюгский район)
Леоново — деревня в Великоустюгском районе Вологодской области.
Входит в состав Самотовинского сельского поселения, с точки зрения административно-территориального деления — в Самотовинский сельсовет. Расположена при федеральной автодороге А123.
Расстояние по автодороге до районного центра Великого Устюга — 18 км, до центра муниципального образования Новатора — 11 км. Ближайшие населённые пункты — Горка-Манагорская, Ястреблево, Мусино.
По переписи 2002 года население — 2 человека.